# Eloceria
Eloceria là một chi ruồi trong họ Tachinidae.

## Các loài
- Eloceria angustifrons (Mesnil, 1953)[5]
- Eloceria delecta (Meigen, 1824)[6]
- Eloceria discolor (Villeneuve, 1942)[7]
- Eloceria grandis Mesnil, 1973[8]
- Eloceria nigra (Coquillett, 1902)[9]
- Eloceria ursina Richter & Tschorsnig, 2000[10]